# تشلسي ويستون
تشلسي ويستون (بالإنجليزية: Chelsea Weston)‏ (27 يناير 1990 في المملكة المتحدة - ) هي لاعبة كرة قدم بريطانية في مركز الدفاع. شاركت مع منتخب إنجلترا تحت 17 سنة لكرة القدم ومنتخب إنجلترا تحت 20 سنة لكرة القدم. أما مع النوادي، فقد لعبت مع Doncaster Rovers Belles L.F.C. ‏ وNotts County Ladies F.C. ‏ وBirmingham City W.F.C. ‏.

## وصلات خارجية
- تشلسي ويستون على موقع الاتحاد الدولي (مؤرشف)  (الإنجليزية)
- تشلسي ويستون على موقع قاعدة بيانات كرة القدم.إي يو (الإنجليزية)
- تشلسي ويستون على موقع Soccerway.com (الإنجليزية)